# ТЕС Фуджейра F1

ТЕС Фуджейра F1 (Кідфа 1) – теплова електростанція на північному сході Об’єднаних Арабських Еміратів, розташована за два десятки кілометрів на північ від столиці емірату Фуджейра.
У 2004-му станцію ввели в експлуатацію з одним енергоблоком потужністю 660 МВт, який мав чотири газові турбіни потужністю по 106 МВт, котрі через відповідну кількість котлів-утилізаторів живили дві парові турбіни по 119 МВт. В 2009-му станцію підсилили за рахунок ще однієї газової турбіни потужністю 220 МВт, яка також живить котел-утилізатор. Враховуючи власне споживання комплексу, чиста потужність станції рахується на рівні 760 МВт.
ТЕС розрахована на споживання природного газу, котрий первісно подали з Оману по трубопроводу Махда – Аль-Айн – Фуджейра. Починаючи з 2007-го живлення станції перебрав на себе газопровід Тавіла – Фуджейра, котрий транспортує блакитне паливо катарського походження. 
Для охолодження використовують морську воду.
Зв’язок із енергосистемою відбувається по ЛЕП, розрахованій на роботу під напругою 400 кВ.
Із електростанцією інтегрований опріснювальний завод, особливістю якого є використання одразу двох технологій: багатостадійного випаровування (використовується пара низького тиску, відпрацьована паровими турбінами) та зворотнього осмосу. Останній компонент спершу міг продукувати 142 млн літрів на добу, проте в 2015-му цей показник збільшили до 256 млн літрів. Що стосується секції багатостадійного випаровування, то тут працюють 5 технологічних ліній виробництва південнокорейської компанії Doosan загальною потужністю 236 млн літрів на добу. 
Проект реалізувала Abu Dhabi Water & Electricity Company (ADWEC). Втім, вже за два роки після введення в експлуатацію він був приватизований, при цьому за ADWEC залишилось 6%, енергетична компанія Abu Dhabi National Energy Company (TAQA) отримала 54%, а сінгапурській корпорації Sembcorp дісталось 40%.
Можливо також відзначити, що за кілька років поруч запустили споруджену іншим консорціумом ТЕС Фуджейра F2.